# Султанов, Нуркен Ертаевич
Нуркен Ертаевич Султанов (каз. Нұркен Ертайұлы Сұлтанов, родился 11 декабря 1963 в Темиртау) — казахский политический деятель, в 2010—2015 годах аким города Темиртау, с 7 августа 2015 года советник акима Карагандинской области.

## Биография
Родился 11 декабря 1963 года в Темиртау. Окончил Завод-ВТУЗ при Карагандинском металлургическом комбинате 1986 года, квалификация «инженер-металлург». С 1986 по 2010 годы занимался профессиональной деятельностью в доменных цехах Карагандинского металлургического комбината, ныне в составе АО «АрселорМиттал Темиртау» (ранее «Испат-Кармет» и «Миттал Стил Темиртау»):
- 1986—1995: горновой и газовщик доменной печи, мастер основного производства Карагандинского металлургического комбината.
- 1995—1999: мастер основного производства, заместитель начальника доменного цеха АО «Испат-Кармет» (г. Темиртау)
- 1999—2006: заместитель начальника доменного цеха ОАО «Испат-Кармет»
- 2006—2007: начальник доменного цеха АО «Миттал Стил Темиртау»
- 2007—2008: главный аглодоменщик управления комбината АО «Миттал Стил Темиртау»
- 2008—2010: начальник доменного цеха АО «Миттал Стил Темиртау».

11 января 2010 года назначен акимом города Темиртау после ухода предшественника Орала Битебаева по собственному желанию. Повторно избран в 2013 году. 7 августа 2015 года в связи с непростой ситуацией на комбинате «АрселорМиттал Темиртау» освобождён от должности, уступив пост Галыму Ашимову, и занял должность советника акима Карагандинской области.